# Jan Fyt
Jan Fyt, dit aussi Johannes Fijt, né le 15 mars 1611 à Anvers où il meurt le 11 septembre 1661 , est un peintre flamand.

## Biographie

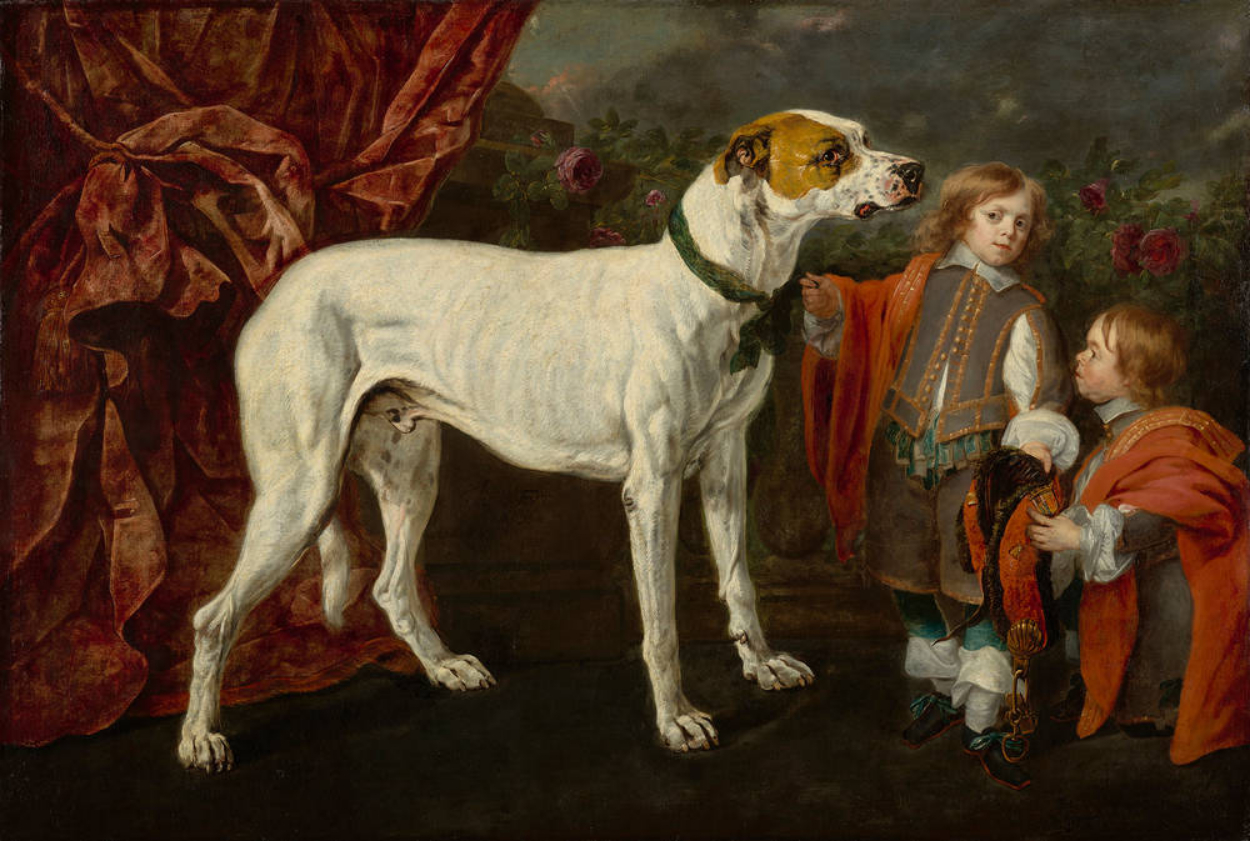
Grand chien, nain et garçon (1652), Dresde, Gemäldegalerie Alte Meister.

Bien que sa vie soit peu connue, on sait qu’en 1621, à l’âge de dix ans, il est apprenti chez le restaurateur d’images et de tableaux Hans van den Berghe. Dix ans plus tard, il entre dans la Guilde de Saint-Luc d'Anvers en tant que maître. Il voyage à Paris en 1633 et 1634, et sans doute en Italie (Venise, Rome, Naples et Florence) à des dates indéterminées. Il s'installe à Anvers en 1641 : sa présence y est attestée par de nombreux documents d'archives, notamment des procès intentés à des confrères peintres, pour violation de ses droits.
Il est formé par Frans Snyders (1579-1657), lui aussi peintre d’Anvers à qui on le compare beaucoup, sans toutefois lui reconnaître le même talent, sauf en ce qui concerne les sujets animaliers et surtout les plumages et les fourrures, qui font sa réputation. Ses compositions sont souvent agrémentées de divers éléments de vaisselle (plat en étain, vase en porcelaine, etc.). Spécialisé dans de grands tableaux représentant des scènes de butin de chasse, Fyt peint également des fleurs et des scènes de cours de ferme avec des volailles. Il peint principalement des natures mortes où la présence de gibiers (souvent des lièvres) s’impose. Dans des compositions équilibrés, Fyt se distingue de Snyders par des empâtements plus vibrants.
Admiré à son époque, Fyt influence plusieurs peintres comme Christian Luycks et Pieter Boel.

## Œuvres
Il peint jusqu’à sa mort un grand nombre de toiles : il signe plus de 160 tableaux ; on lui en attribue le même nombre par similitude stylistique. En 1983, le catalogue d'Edith Greindl identifie 287 natures mortes de sa main. En 2016, Sandrine Vézilier Dussart répertorie 76 tableaux signés et datés pour la période 1642-1661.

### Chronologie

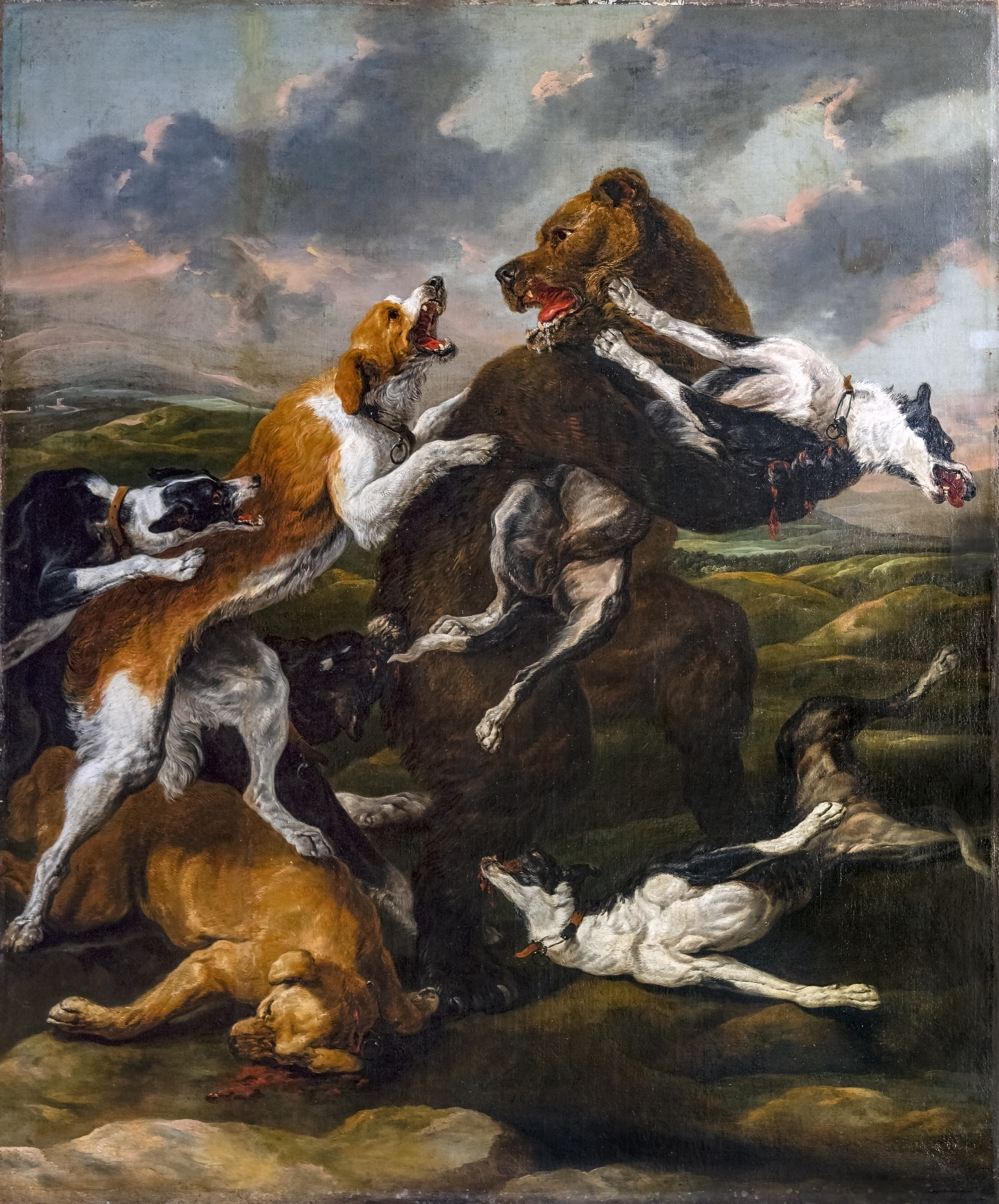
La chasse à l'ours Fondation Bemberg Toulouse

- 1642 : Gibier à poil et à plume, fruits et engins de chasse avec un chien, huile sur toile, 110 × 155 cm, signé et daté, musée des beaux-arts de Liège.
- 1642 : Gibier à poil et à plume avec des fruits et un chat, huile sur toile, 100 × 140 cm, signé et daté, collection privée[réf. nécessaire].
- 1642 : Gibier à poil et à plume, huile sur toile, 108 × 154 cm, signé et daté, Museu Nacional de Arte Antiga, Lisbonne.
- 1644 : Nature morte avec un lièvre et gibiers à plumes, huile sur bois; 60,3 × 87 cm, signé et daté, collection privée[réf. nécessaire].
- 1645 : Fruits et perroquet[5], Musée de l'Ermitage, Saint-Pétersbourg.
- 1645 : Trophée de chasse avec un lièvre et des oiseaux convoités par un chat, huile sur toile, 73,7 × 94 cm, signé et daté, musée de Flandre, Cassel.
- 1649 : Nature morte[6], à la Ca' d'Oro,  Venise
- 1649 : Chiens avec gibier mort, huile sur toile, 138 × 198 cm, Gemäldegalerie, Berlin[7]
- 1650 : La Déesse Diane recevant le butin de la chasse, huile sur toile, 207 × 291 cm, Kunsthistorisches Museum, Vienne[8]
- 1650 : La chasse à l'ours, huile sur toile, Fondation Bemberg Toulouse
- 1650-1660 : Gibier et corbeille de raisins observés par un chat, huile sur toile, 100 × 140 cm, musée du Louvre, Paris[9]
- 1651 : Nature morte[10], Nationalmuseum, Stockholm.
- 1652 : Portrait d'un grand chien, d'un enfant et d'un nain, Gemäldegalerie Alte Meister, Dresde
- 1661 : Nature morte dans un paysage avec deux perdrix, un trébuchet, un filet, une gibecière et un chien, huile sur bois, 46,9 × 58,9 cm, signé et daté, musée de Picardie, Amiens.

### Autres lieux de conservation
En Autriche
- La Déesse Diane recevant le butin de la chasse, Kunsthistorisches Museum, Vienne.
- Concert d'oiseaux, Liechtensteincollections, Vienne.

En Belgique
- Portrait d'un garçon, avec Érasme, au Musée royal des beaux-arts, à Anvers.
- Chasse au cerf, Maison Snijders&Rockox, à Anvers[11].
- Concert d'oiseaux, Maison Snijders&Rockox, à Anvers.
- Le Marché aux poissons, Maison Snijders&Rockox, à Anvers.
- La Charrette à chiens, aux Musées royaux des beaux-arts de Belgique, à Bruxelles.
- Coq et dindon[12], aux Musées royaux des beaux-arts de Belgique, à Bruxelles.
- Les Champignons, huile sur bois, 49 × 63 cm, Musées royaux des beaux-arts de Belgique, Bruxelles.
- Combat de coqs, aux Musées royaux des beaux-arts de Belgique, à Bruxelles.
- Fleurs et fruits dans un paysage, aux Musées royaux des beaux-arts de Belgique, à Bruxelles
- Butor et canards surpris par des chiens, huile sur toile, 138 × 172 cm, musée des beaux-arts de Gand[13]

Au Brésil
- Scène de chasse avec des chiens, au musée d'Art de São Paulo.

Au Canada
- Nature morte aux fruits, oiseaux chanteurs, perdrix et lièvre morts, avec un chat et un perroquet au musée des beaux-arts de Montréal.

En Espagne
- Nature morte avec chien et chat, corbeille de fruits et gibiers, musée du Prado, Madrid
- La Chasse, musée Thyssen-Bornemisza, Madrid.

En France
- Nature morte avec des oiseaux et un trébuchet dans un paysage, huile sur toile, 46,1 × 68 cm, musée de Picardie, Amiens.
- Nature morte dans un paysage avec deux perdrix, un trébuchet, un filet, une gibecière et un chien, 1661, huile sur bois, 46,9 × 58,9 cm, musée de Picardie, Amiens.
- La Chasse aux renards, huile sur toile, 170 × 243 cm, musée des Beaux-Arts de Bordeaux.
- Trophée de chasse avec un lièvre et des oiseaux convoités par un chat, huile sur toile, 73,7 × 93,6 cm, signé et daté, musée de Flandre, Cassel.
- Gibier gardé par un chien, huile sur toile, 73,5 × 98,2 cm, signé, musée des beaux-arts de Dijon, Dijon.
- Lièvre mort, huile sur toile, 62 × 42 cm, musée de la Chartreuse de Douai, Douai.
- Faucon chaperonnée, musée d'art et d'archéologie du Périgord, Périgueux.
- Cinq de ses peintures sont conservées au musée du Louvre à Paris.

Au Portugal
- Nature morte, au Museu Nacional de Arte Antiga de Lisbonne.

Collections privées référencées
- Chiens au retour de la chasse[12].
- Nature morte au lièvre[14].
- Nature morte aux fruits[14].
- La Déesse Diane recevant le butin de chasse[15].
- Nature morte avec un lièvre et gibiers à plumes, 1644, huile sur bois[16].

Œuvres de Jan Fyt
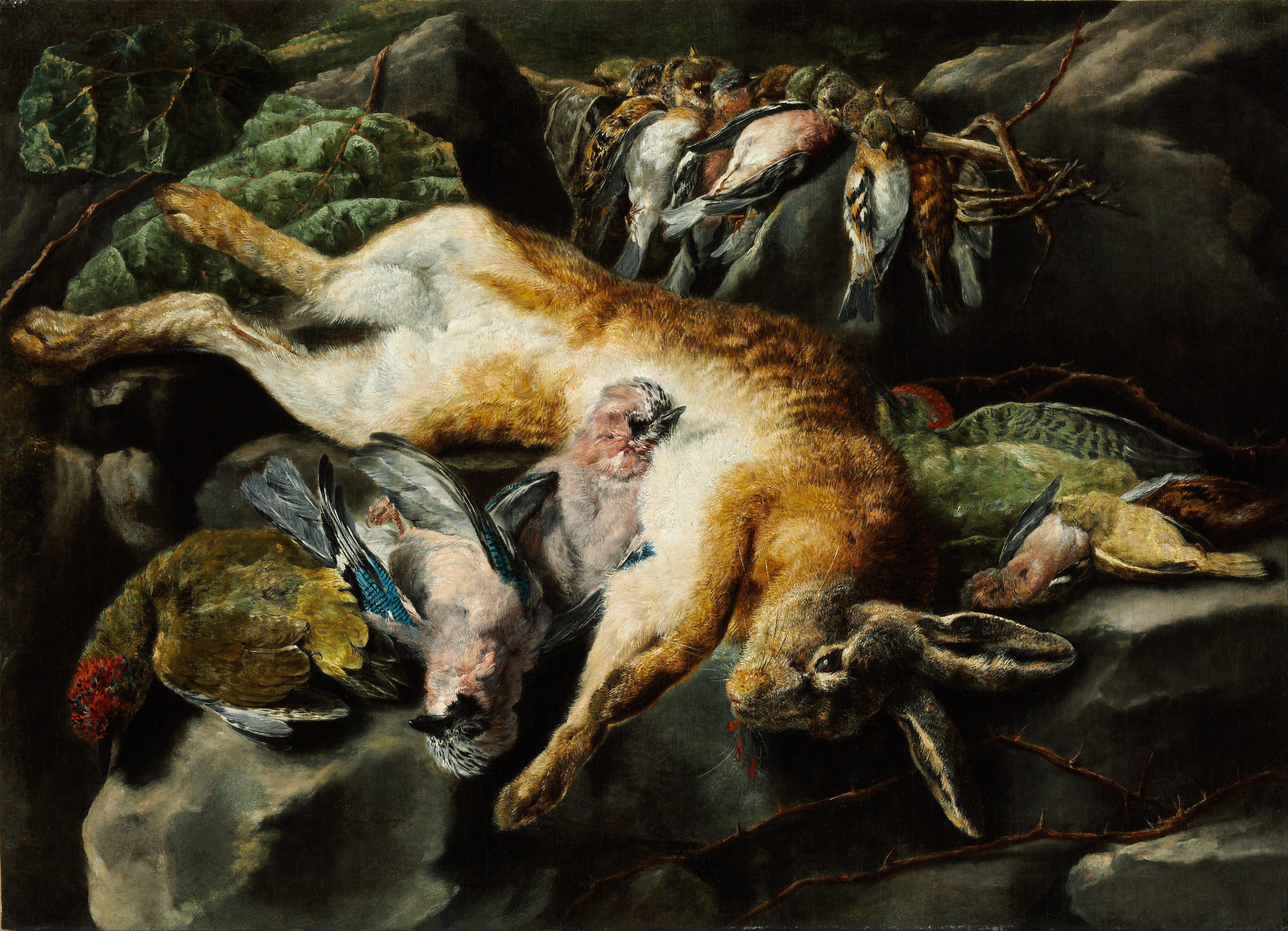
Lièvre mort et oiseaux, vers 1640 musée des beaux-arts de Budapest.
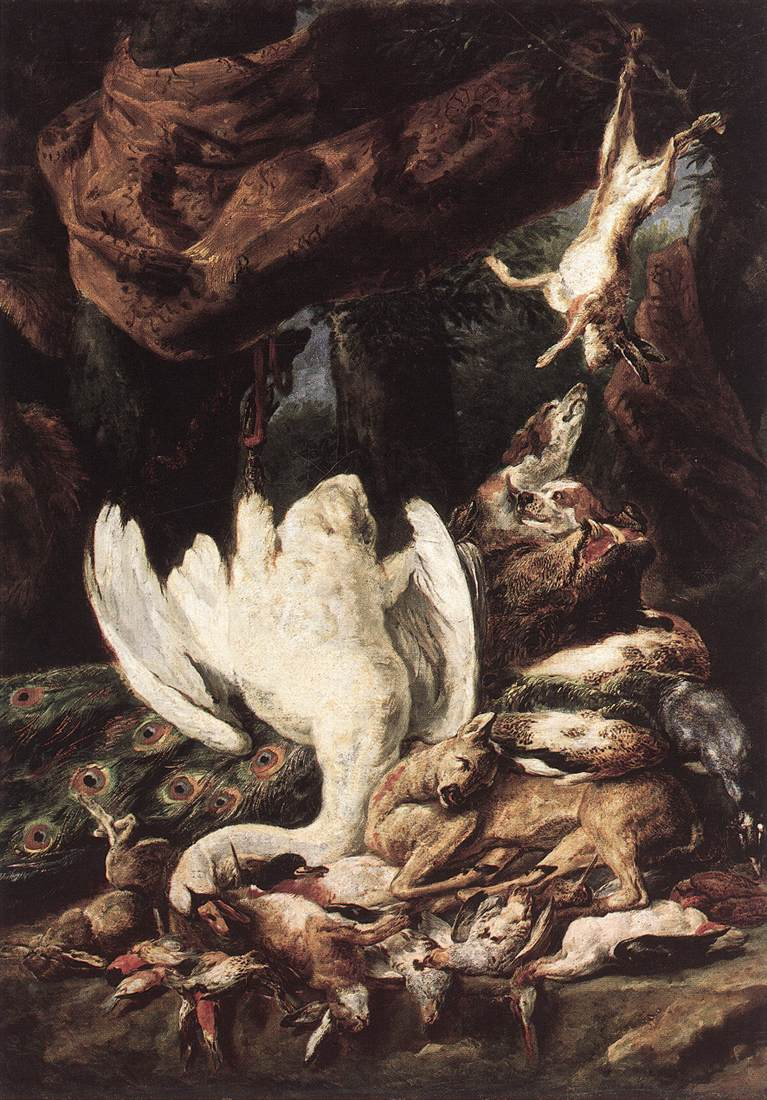
Chiens et gibier, 1649 Berlin, Gemäldegalerie.
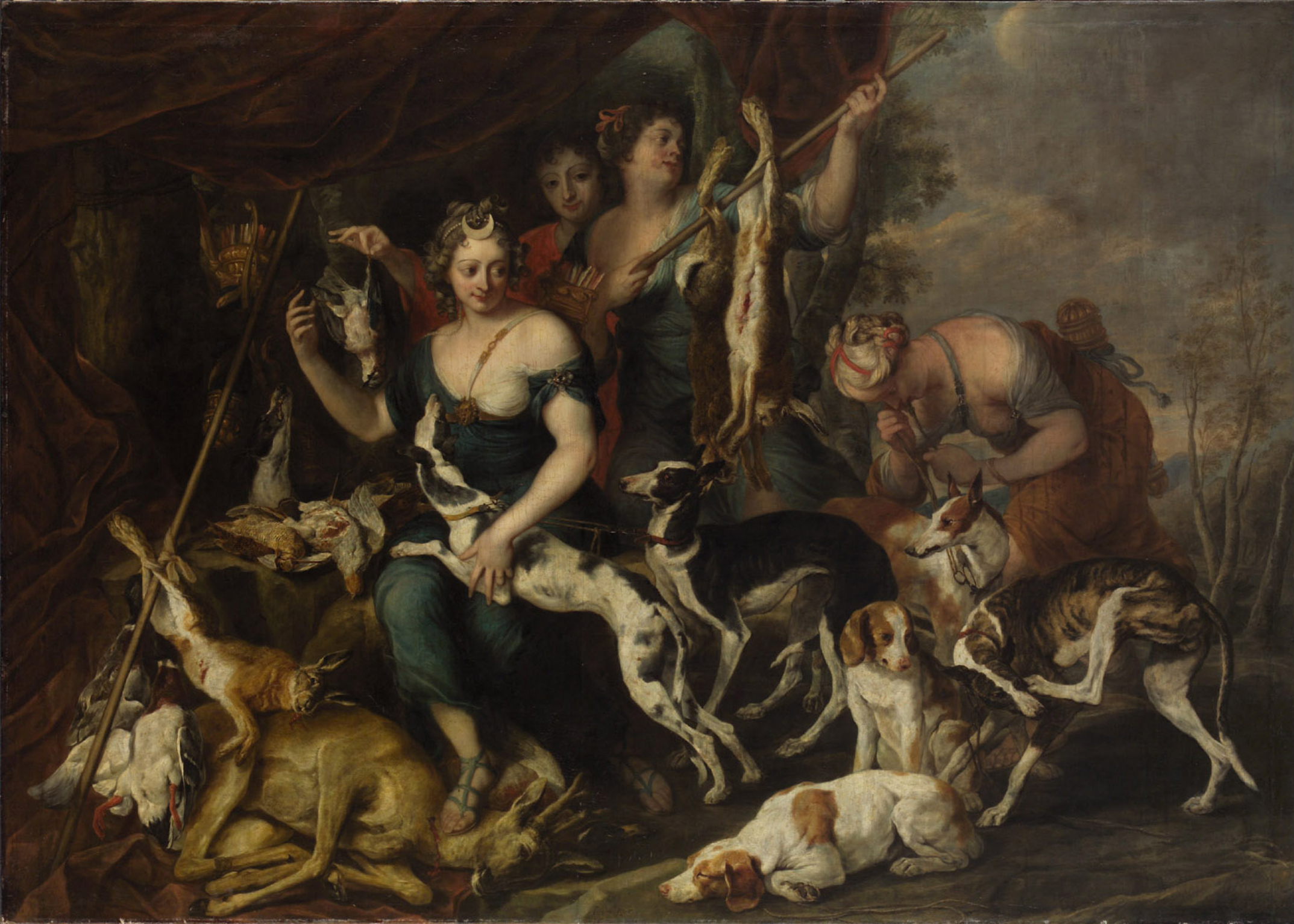
La Déesse Diane recevant le butin de la chasse, 1650 musée d'histoire de l'art de Vienne.
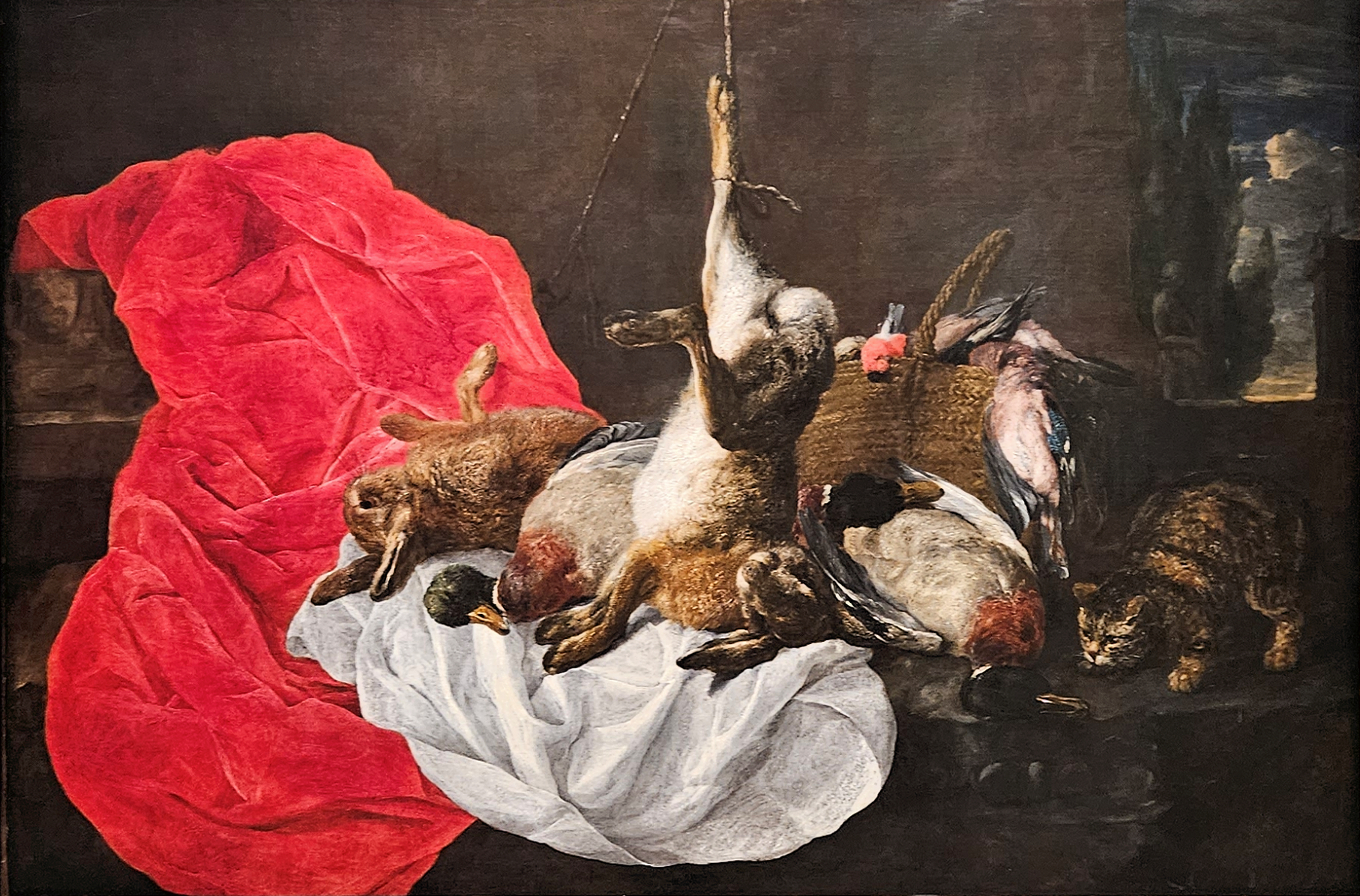
Nature morte au tapis rouge, vers 1660 Pasadena, Norton Simon Museum.
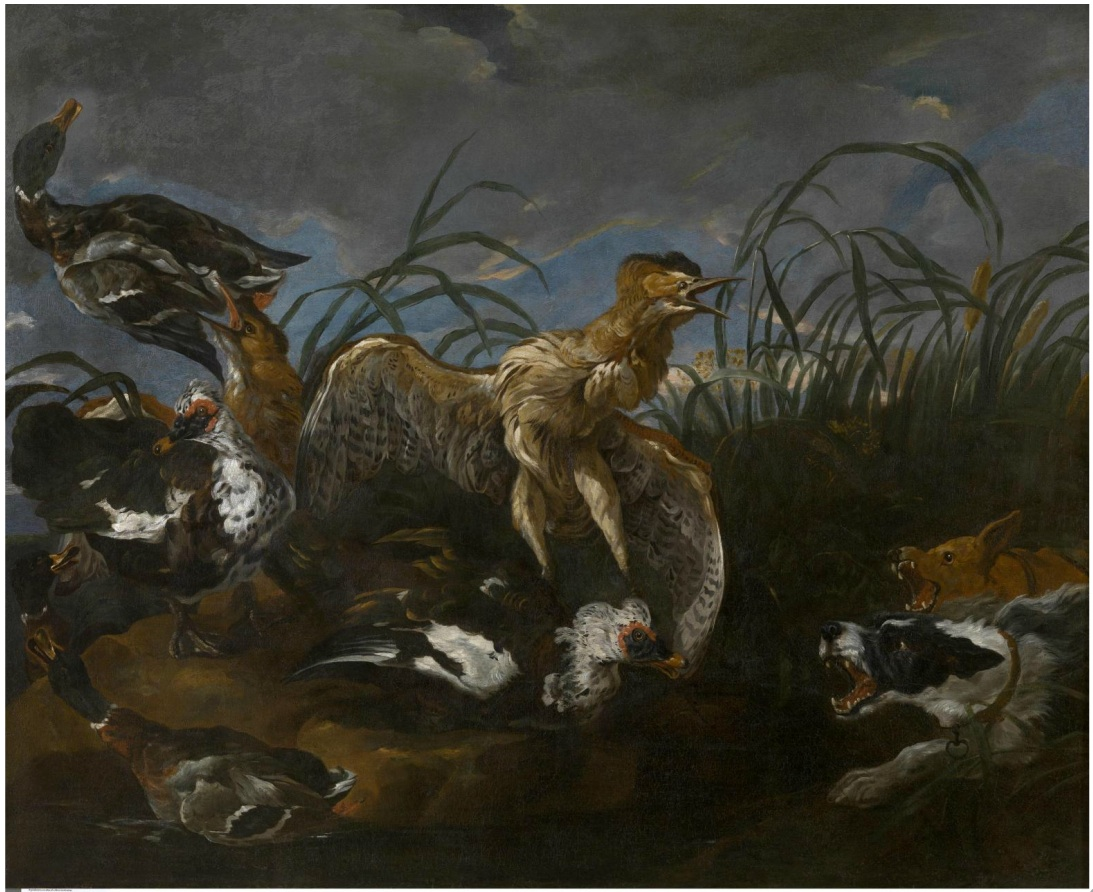
Oiseaux surpris musée des beaux-arts de Gand.